# Prato della Valle

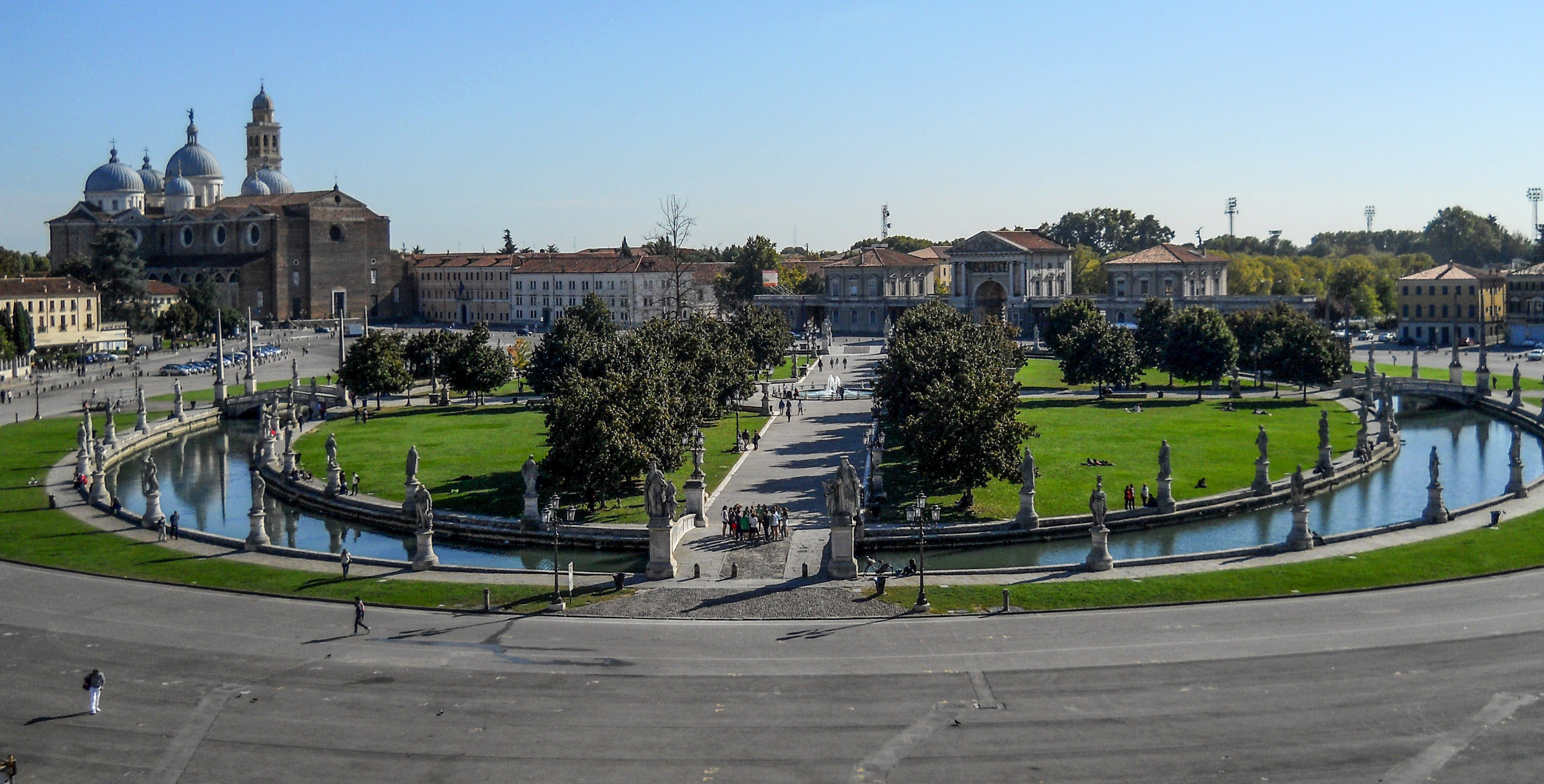
Prato della Valle, Pádua.

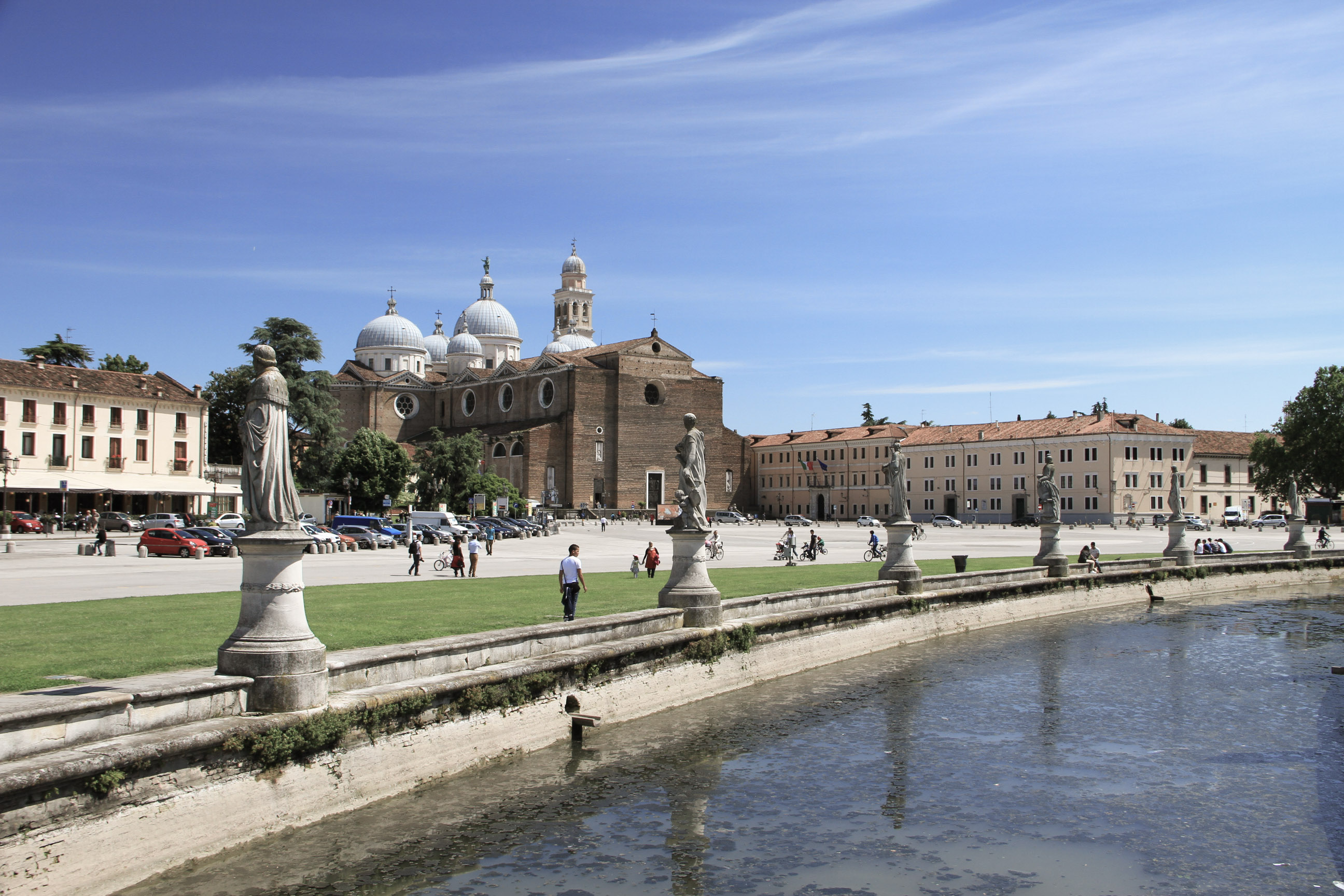
Prato della Valle.

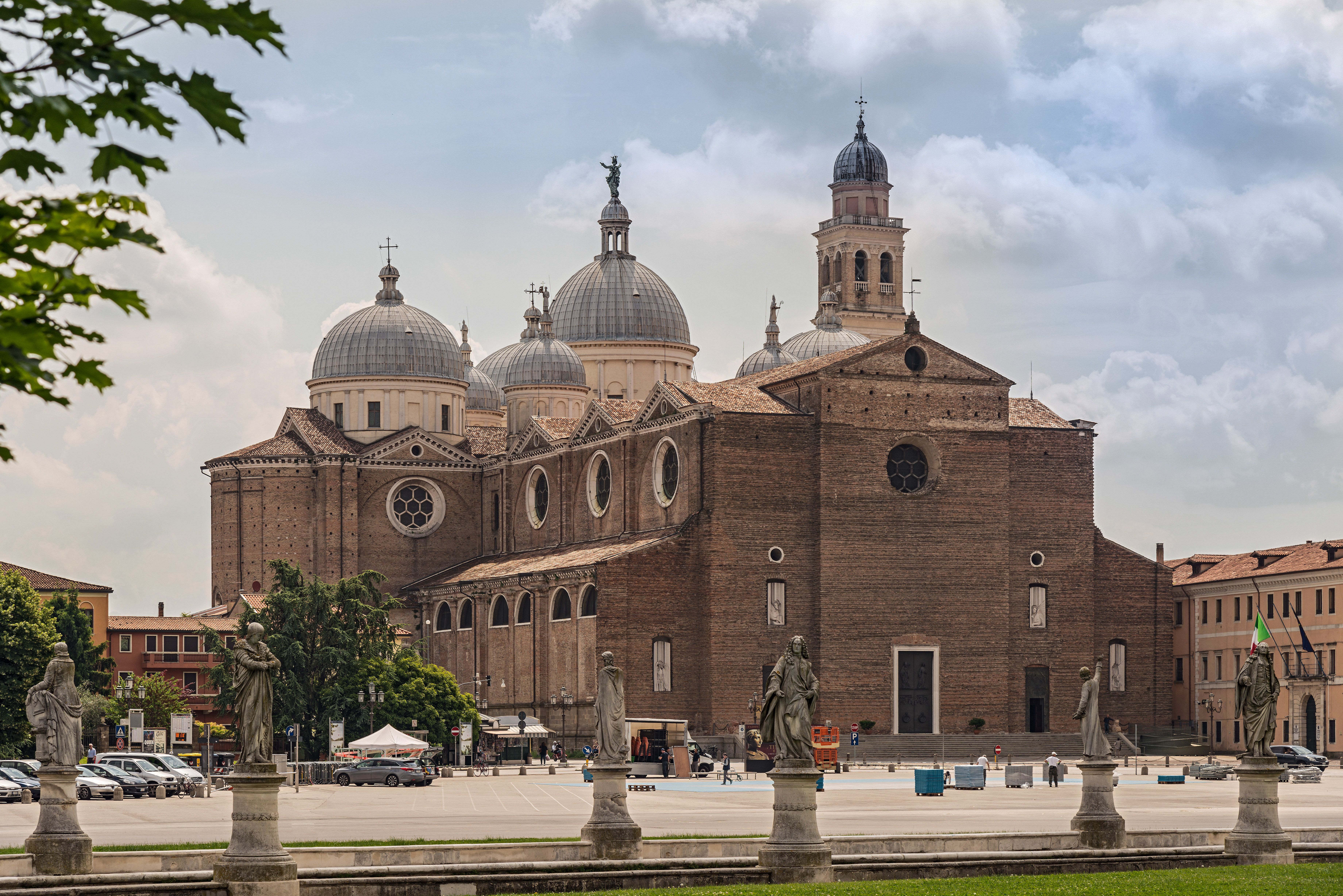
A Basílica de Santa Justina vista desde Prato.

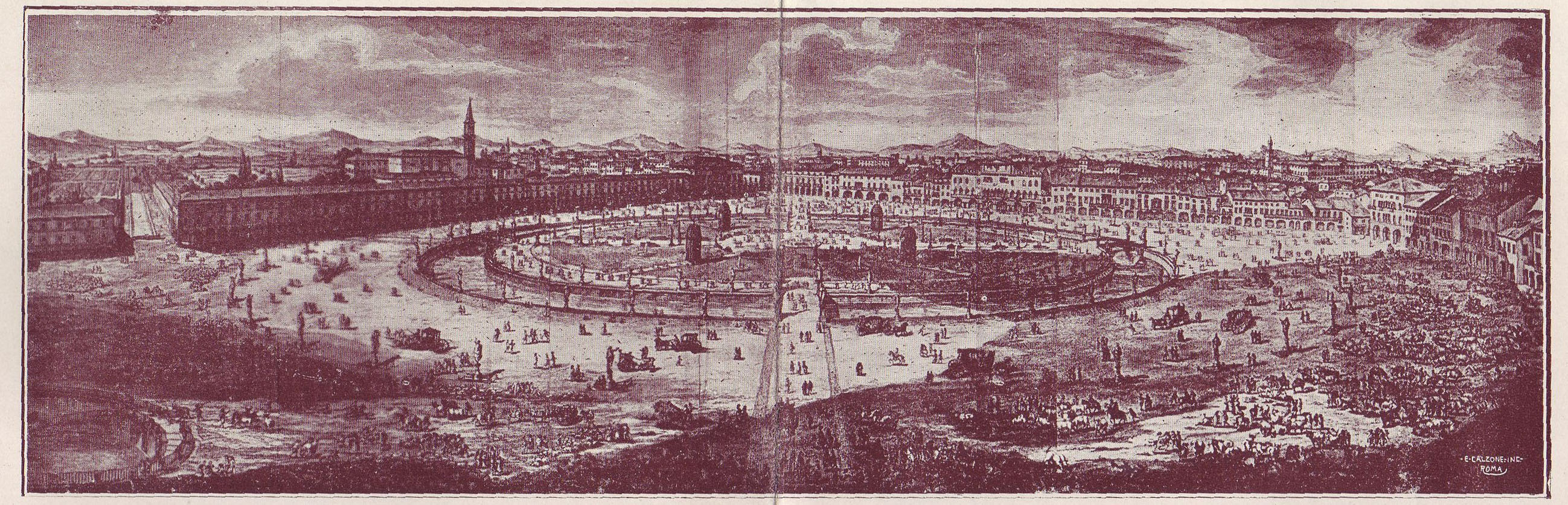
Pádua – Prato della Valle – Gravura de Francesco Piranesi (ca. 1785).

Prato della Valle (Prà deła Vałe em vêneto) é uma praça elíptica de 90.000 metros quadrados situada em Pádua, Itália. É a maior praça da Itália, e uma das maiores da Europa. Atualmente a praça é um grande espaço ao ar livre com uma ilha verde no centro, l'Isola Memmia, cercada por um pequeno canal rodeado por dois anéis de estátuas.

## História
Antes de 1635 a área que seria chamada Prato della Valle era uma extensão de terras parcialmente pantanosas ao sul das antigas muralhas de Pádua. Em 1636 um grupo de notáveis venezianos financiou a construção nesta área de um teatro temporário, mas luxuosamente decorado como um local para batalhas simuladas a cavalo. O espetáculo musical que serviu de prólogo para a feira é considerado o antecessor imediato das primeiras apresentações de ópera pública em Veneza, iniciadas no ano seguinte.
Em 1775 Andrea Memmo, de quem há uma estátua na praça, decidiu sanear e reestruturar toda a área. O projeto, que nunca seria totalmente concluído, está representado em uma famosa gravura de cobre de Francesco Piranesi, datada de 1785. Parece que Memmo encomendou essa e outras representações e as colocou em exibição no Palazzo Venezia, sede da Embaixada da República em Roma. Ele fez isso para motivar outras figuras importantes a financiar a construção de estátuas para decorar a praça. O projeto foi aprovado por Domenico Cerato, professor de arquitetura em Vicenza e Pádua.
As escavações preliminares para instalar o sistema de encanamento e sanear a área foram dirigidas por Simone Stratico. Essas escavações trouxeram à luz os restos de um antigo teatro romano. Essas descobertas deram um sentido de dignidade histórica à iniciativa e a transformaram em um projeto de recuperação para seu uso público natural. Andrea Memmo residia no Palazzo Angeli, construído no século XV e localizado em Prato della Valle, em ângulo com a Avenida Umberto I. Atualmente, este palácio monumental, de propriedade da cidade de Pádua, contém o Museu de Precinema.
De especial interesse são a Basílica de Santa Justina, a Loggia Amulea neoclássica e muitos palácios interessantes construídos entre os séculos XIV e XVIII que circundam a praça.

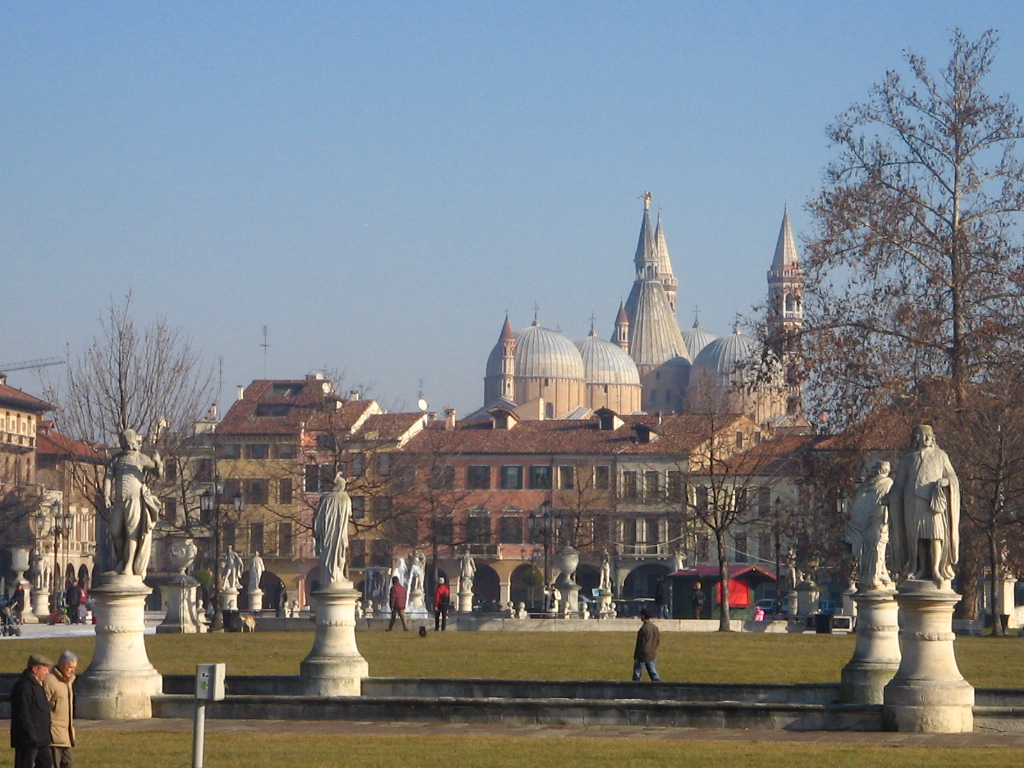
Prato della Valle com uma vista da Basílica de Santo Antônio de Pádua.

## Estátuas

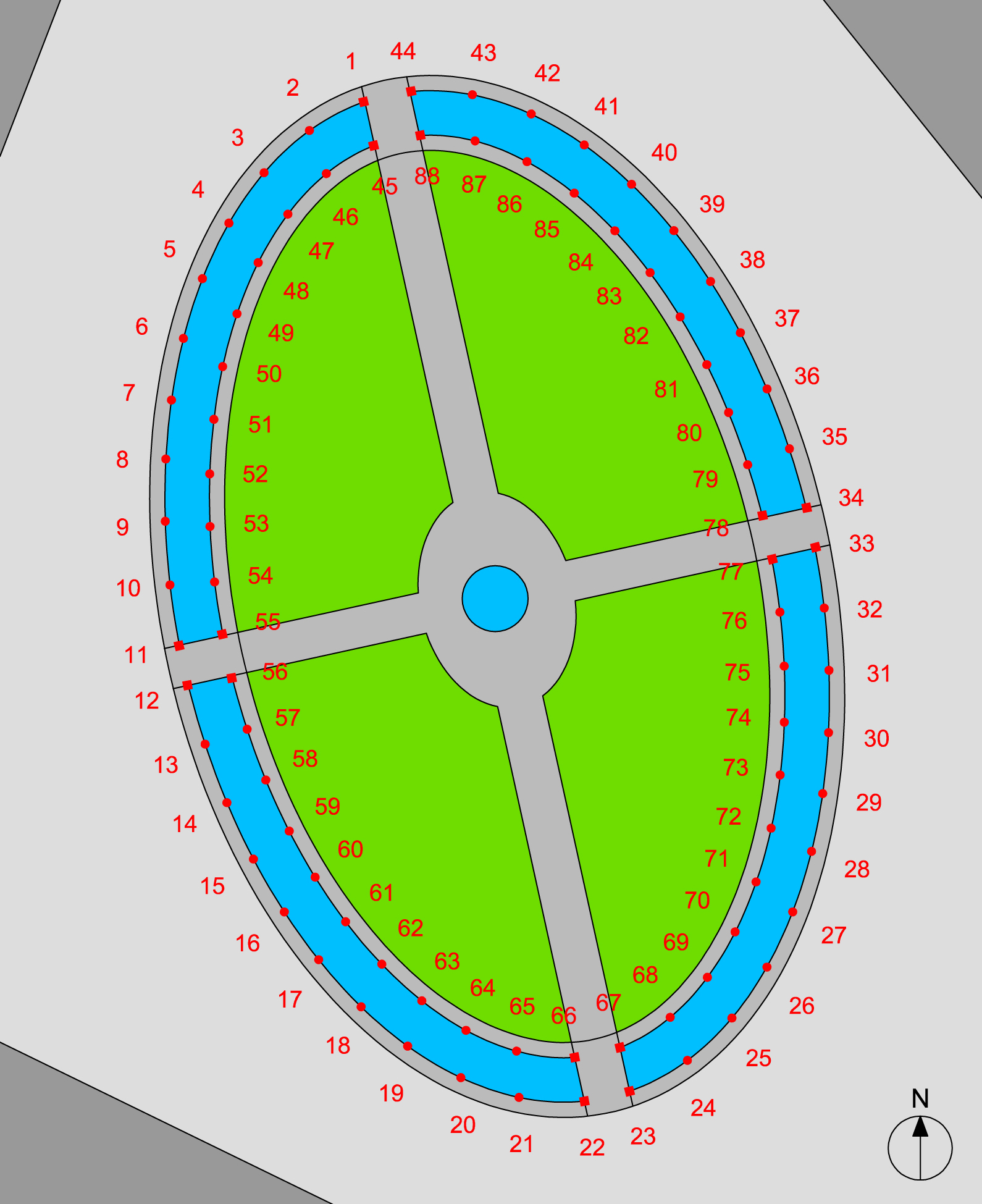
Plano com a numeração das estátuas

Atualmente existem 78 estátuas (40 no anel externo e 38 no anel interno). No projeto original haveria 88 estátuas todas em honra de homens. Entre as estátuas da praça, uma representa Andrea Memmo, o patrício veneziano conhecido como o provedor de Pádua.
Durante a invasão napolitana, dez figuras com representações de responsáveis de Veneza foram destruídas pelos invasores, oito foram mais tarde substituídas por obeliscos e dois altares permanecem vazios.
Em 2022, foi proposto erigir uma estátua de Elena Piscopia, o que causou polémica.